# Епархия Йолы
Епархия Йолы (лат. Dioecesis Yolaënsis) — епархия Римско-Католической церкви c центром в городе Йола, Нигерия. Епархия Йолы входит в митрополию Джосы. Кафедральным собором епархии Йолы является церковь святой Терезы.

## История
14 июля 1950 года Римский папа Пий XII издал буллу «Ad evangelizationis», которой учредил апостольскую префектуру Йолы, выделив её из епархий Буэа, апостольских префектур Джоса (сегодня — Архиепархия Джоса) и Отуркпо (сегодня — Епархия Макурди).
2 июля 1962 года Римский папа Иоанн XXIII выпустил буллу «Christianae Reipublicae», которой преобразовал апостольскую префектуру Йолы в епархию.
3 февраля 1995 года епархия Йолы передала часть своей территории для возведения новой епархии Джалинго.

## Ординарии епархии
- епископ Patrick Joseph Dalton (27.10.1950 — 29.11.1969);
- епископ Patrick Francis Sheehan (21.09.1970 — 5.07.1996);
- епископ Кристофер Шаман Абба (5.07.1996 — 9.01.2011);
- епископ Стефан Дами Мамза (18.02.2011 — по настоящее время).

## Источник
- Annuario Pontificio, Libreria Editrice Vaticana, Città del Vaticano, 2003, ISBN 88-209-7422-3
- Булла Ad evangelizationis, AAS 43 (1951), стр. 102  (лат.)
- булла Christianae Reipublicae, AAS 55 (1963), стр. 903  (лат.)